# Cosmos (film)
Cosmos is een Canadese anthologiefilm uit 1996 die geregisseerd werd door Jennifer Alleyn, Manon Briand, Marie-Julie Dallaire, Arto Paragamian, André Turpin en Denis Villeneuve. De film bevat zes korte verhalen die aan elkaar gelinkt zijn door het personage Cosmos, een taxichauffeur die vertolkt wordt door Igor Ovadis.

## Segmenten
- Jules et Fanny (regie: André Turpin)

De advocate Fanny (Marie-France Lambert) wordt verenigd met Jules (Alexis Martin), haar ex-vriend die gefascineerd is door haar nieuwe borstimplantaten.
- Cosmos et agriculture (regie: Arto Paragamian)

Cosmos (Igor Ovadis) en Janvier (Marc Jeanty) gaan twee mannen achterna die een taxi gestolen hebben.
- Le Technétium (regie: Denis Villeneuve)

Een filmmaker (David La Haye) is zenuwachtig voor een gepland televisie-interview met Nadja (Audrey Benoît).
- Aurore et Crépuscule (regie: Jennifer Alleyn)

Nadat ze op haar 20e verjaardag in de steek gelaten wordt door haar vriendje ontmoet Aurore (Sarah-Jeanne Salvy) een oudere man (Gabriel Gascon) die haar uitnodigt voor een spelletje pool.
- Boost (regie: Manon Briand)

Yannie (Marie-Hélène Montpetit) brengt de dag door met Joël (Pascal Contamine), een homoseksuele man die angstig de resultaten van een hiv-test afwacht.
- L'Individu (regie: Marie-Julie Dallaire)

Een seriemoordenaar (Marie-Julie Dallaire) volgt zijn volgende slachtoffer.

## Trivia
- Denis Villeneuve en Alexis Martin werkten in 1998 ook samen aan de dramafilm Un 32 août sur terre.
- Cosmos was in november 1997 de officiële inzending van Canada voor de Oscar voor beste niet-Engelstalige film.[1] De film werd uiteindelijk niet genomineerd.